# Old State House

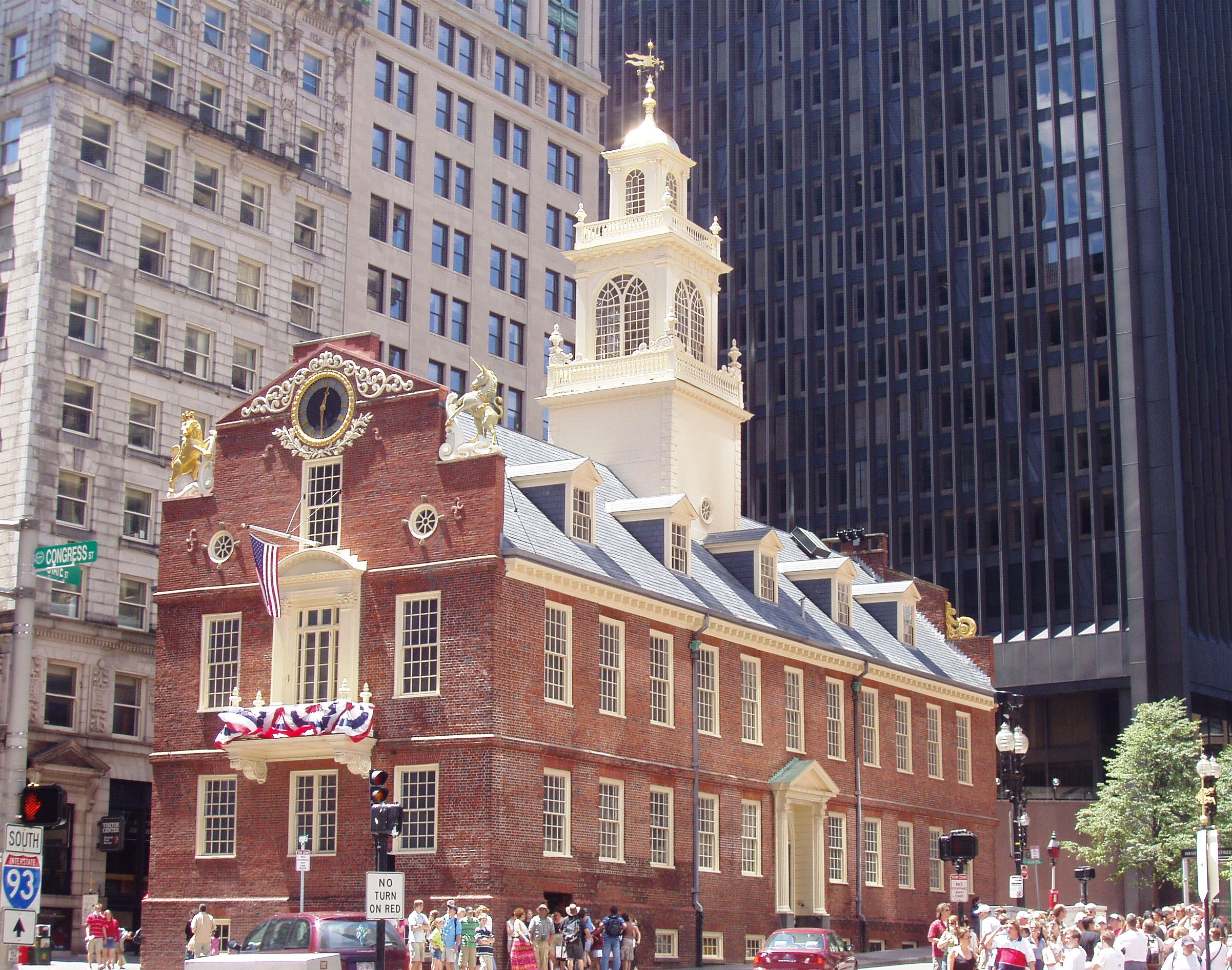
Vue depuis les rues State et Congress. La foule sort d'une station de métro située sous le bâtiment.

L'Old State House (ou ancien capitole) est un bâtiment historique situé à l'intersection des rues Washington et State à Boston, dans l'État du Massachusetts, au nord-est des États-Unis. Construit en 1713 sur l'emplacement d'une maison d'aristocrate qui avait brûlé en 1711, il s'agit du plus ancien bâtiment public de la ville encore debout.

## Histoire
Le bâtiment hébergeait à l'origine une « bourse marchande » au rez-de-chaussée, et un entrepôt au sous-sol loué entre autres par John Hancock. Au premier étage, la partie est abritait la chambre du conseil du gouverneur royal, et la partie ouest les chambres des cours du comté de Suffolk, ainsi que la cour suprême de justice du Massachusetts. La partie centrale servait de lieu de réunion à l'Assemblée de l'État.
En 1761, le discours de James Otis à propos de son refus pour la légalisation des mandats de perquisition (voir les articles anglais James Otis et Writ of Assistance) fut l'un des évènements qui débouchèrent sur la Révolution américaine. Le 18 juillet 1776, la Déclaration d'indépendance des États-Unis, en vigueur depuis le 4 juillet, est publiquement lue depuis le balcon et devant une foule exultante.
Après la Révolution américaine, le bâtiment sert de siège au gouvernement du Massachusetts avant son déménagement au capitole actuel en 1798. Entre 1830 et 1841, il héberge la mairie de Boston avant d'être converti en établissement à but commercial. En 1881, après avoir failli être démantelé pour être déplacé à Chicago, l'ancien capitole est restauré dans son aspect extérieur originel.
De nos jours, la Old State House est placée juste à l'aplomb de la station State, sur les lignes de métro Bleue et Orange. Située sur le Freedom Trail, le bâtiment renferme un musée et héberge la Bostonian Society.
Le Freedom Trail passe par un cercle au sol fait de pavés en face de la façade est de l'ancien capitole. Celui-ci indique le lieu où cinq colons furent tués par les Britanniques le 5 mars 1770, durant ce qu'on appela ensuite le massacre de Boston. Les colons tués étaient Crispus Attucks, Samuel Maverick, James Caldwell, Samuel Gray, et Patrick Carr.
Le 11 juillet 1976, lors de sa visite à Boston pour commémorer le bicentenaire des États-Unis d'Amérique, la reine Élisabeth II visita la Old State House. On lui montra un échantillon du thé original datant de la Boston Tea Party de 1773. Elle apparut au désormais célèbre balcon avec le prince Philippe et adressa un message à une large audience, dont le maire de Boston et le gouverneur du Massachusetts. Elle dit, en partie, « Si Paul Revere, Samuel Adams et les autres patriotes avaient su qu'un jour, un monarque britannique se tiendrait sur le balcon de l'ancien capitole, depuis lequel la Déclaration d'Indépendance fut pour la première fois lue au peuple de Boston, et serait accueilli par des mots aussi gentils et généreux, et bien je crois qu'ils auraient été extrêmement surpris ! Mais peut-être auraient-ils été aussi heureux d'apprendre que finalement, nous vînmes ensemble en tant que personnes libres et amies pour défendre ensemble les idéaux pour lesquels la Révolution américaine se battit. » La reine fit alors cadeau d'un aigle à la Bostonian Society, qui gère la Old State House au nom du service des Parcs nationaux. La reine se rendit aussi à la Old North Church, déjeuna à l'hôtel de ville, et visita le USS Constitution avant de quitter la ville à bord du yacht royal le Britannia.

## Les répliques
Deux bâtiments plus ou moins fidèles à l'original furent construits. Le premier, l'Hôtel de Ville de Weymouth situé 75, Middle Street, proche du lieu de naissance d'Abigail Adams (épouse du second président des États-Unis). L'autre est le State House du Curry College à Milton, dans la proche banlieue de Boston.

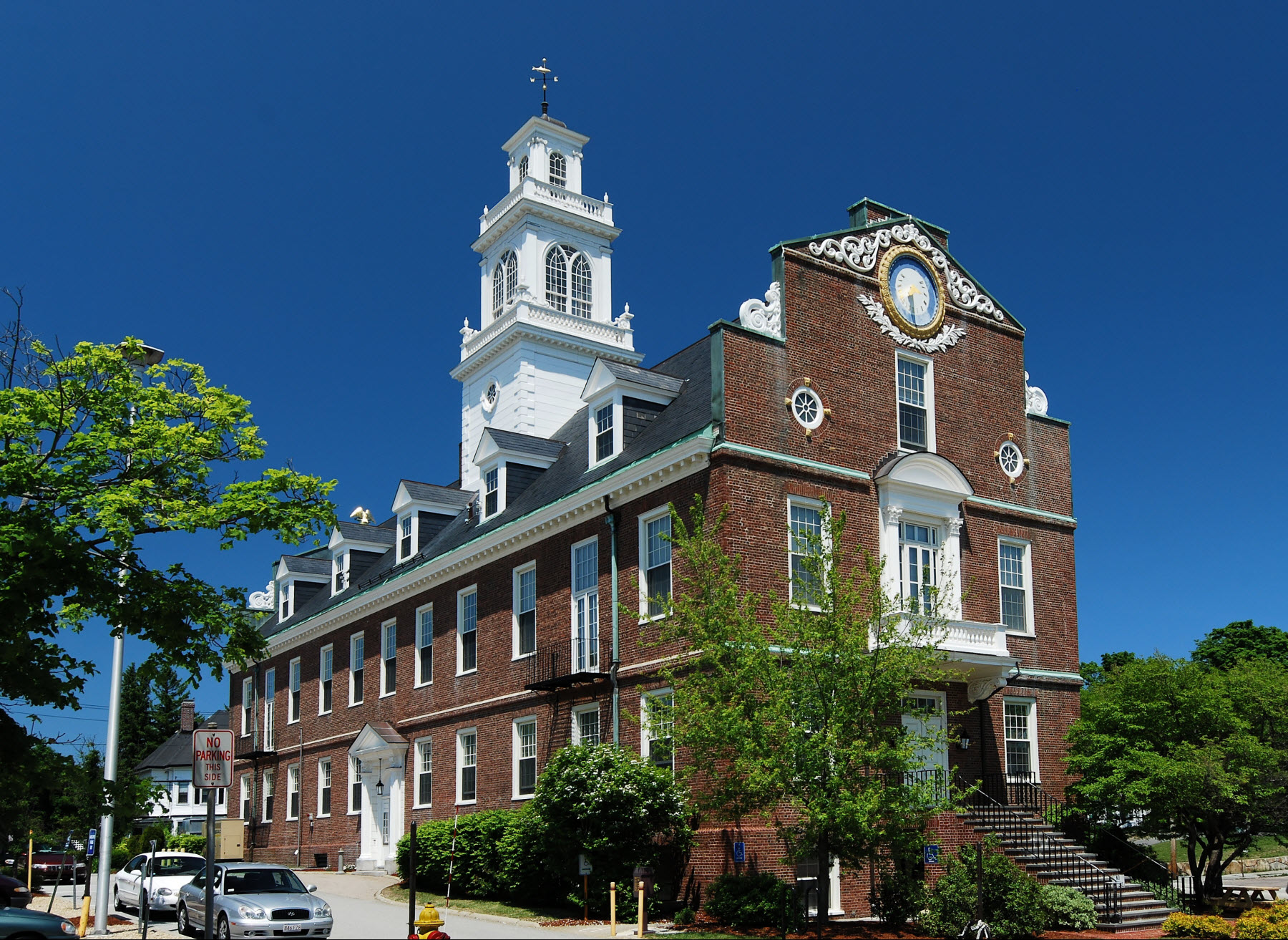
L'Hôtel de Ville de Weymouth, construit en 1928

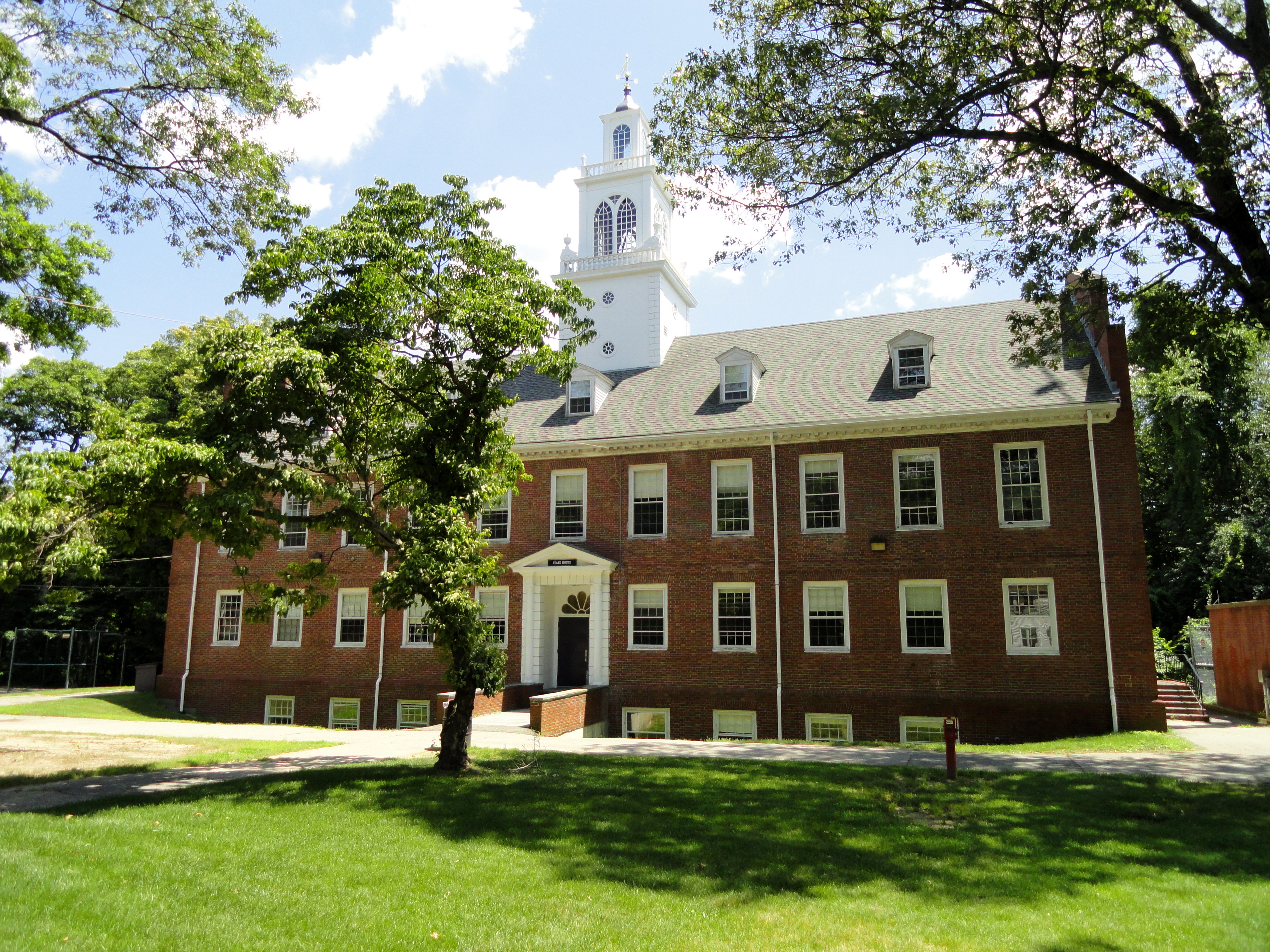
Curry College, Milton, Massachusetts